# Zee Avi
Zee Avi (ur. 15 grudnia 1986 w Miri) – malezyjska piosenkarka i gitarzystka pop-rockowa.

## Życiorys
Pochodzi z miasta Miri w malezyjskim stanie Sarawak na wyspie Borneo. W wieku 12 lat przeprowadziła się do Kuala Lumpur, a następnie nauczyła się gry na gitarze. Grała na gitarze rytmicznej w kilku zespołach w Kuala Lumpur, a później wyjechała do Londynu, aby studiować projektowanie mody na uczelni American InterContinental University. Po powrocie z Londynu zaczęła pisać utwory muzyczne. W 2009 r. wydała swój debiutancki album zatytułowany Zee Avi.

## Dyskografia

### Albumy
- Zee Avi (2009)
- Ghostbird (2011)
- Nightlight (2014)